# Sylviparus modestus
El herrerillo modesto (Sylviparus modestus) es una especie de ave paseriforme de la familia Paridae propia de Asia. Es la única especie del género Sylviparus.
Se encuentra en Bután, el sur de China, el norte de la India, Laos, Birmania, Nepal, Tailandia y Vietnam. Sus hábitats naturales son los bosques subtropicales húmedos, tanto de montaña como de tierras bajas.